# Centradeniastrum album
Centradeniastrum album är en tvåhjärtbladig växtart som beskrevs av Henry Allan Gleason. Centradeniastrum album ingår i släktet Centradeniastrum och familjen Melastomataceae. Inga underarter finns listade i Catalogue of Life.